# Sclerochorton junceum
Sclerochorton junceum är en flockblommig växtart som beskrevs av Pierre Edmond Boissier. Sclerochorton junceum ingår i släktet Sclerochorton och familjen flockblommiga växter. Inga underarter finns listade i Catalogue of Life.